# ランドル・デイヴィッドソン
ランドル・トーマス・デイヴィッドソン（Randall Thomas Davidson, 1st Baron Davidson of Lambeth；1848年4月7日 – 1930年5月25日）は、1903年から1928年まで第96代カンタベリー大主教を務めた聖公会の聖職者。

## 人物
ハーロー校およびオックスフォード大学の「トリニティ・カレッジ」で学ぶ。アーチボルド・キャンベル・テートがカンダベリー大主教を務めていた際、従軍聖職者となり、後にテートの娘と結婚する事となる。テートの死後、エドワード・ホワイト・ベンソンがカンダベリー大主教となった際は、ランベス宮殿の宮殿付牧師となった。ヴィクトリア女王の寵愛を受けたデイヴィッドソンは、当時としては異例の若さでディーン・オブ・ウィンザー（Dean of Windsor）に任ぜられた。その後は、ロチェスター主教やウィンチェスター主教を経て、1903年にカンタベリー大主教となった。
1901年のヴィクトリア女王の葬儀の際は、主要な役割を果たした。その後は、ワイト島にあるオズボーン・ハウスを引き受ける事となる。
前任者が全て死去という形で退任したカンタベリー大主教としては、初めて引退という形で身を引いた人物として知られている。